# Sbohem a šáteček (Glee)
Sbohem a šáteček (v anglickém originále Goodbye) je dvacátá druhá a zároveň poslední epizoda třetí série amerického hudebního televizního seriálu Glee a v celkovém pořadí šedesátá šestá epizoda seriálu. Napsal ji a režíroval Brad Falchuk a poprvé se vysílala ve Spojených státech dne 22. května 2012 na televizním kanálu Fox. Epizoda obsahuje maturitu na střední škole Williama McKinleyho, kde maturuje osm členů sboru New Directions. Epizoda představuje speciální hostující hvězdu Gloria Estefan jako Maribel Lopez, Santaninu (Naya Rivera) matku a objeví se v ní i šest rodičů dalších maturantů.
Epizoda byla mnoha recenzenty příznivě přijata, ačkoliv někteří s ní nebyli spokojeni. Ti přízniví citovali kombinaci humoru a slz, minulé události a současná odhalení, zatímco ti kritičtí cítili, že nebyl dostatek času pro dokončení všech dějových linií. Zvláštní chvála byla udělena scéně s Burtem a Kurtem Hummelovými, která obsahovala bývalé hudební číslo "Single Ladies (Put a Ring On It)", která se stala oblíbenou scénou recenzentů a scéna, když Finn řekne Rachel, že jí posíla do New Yorku místo toho, aby si ji vzala, kterou popsali jako nejlepší herecký výkon Coryho Monteitha a Ley Michele ta celou sobu seriálu. Monteith byl také pochválen za své sólo v písni "You Get What You Give" a Michelino pojetí písně "Roots Before Branches" získalo ještě větší ohlasy. Dalším písním byly dány méně nadšené reakce.
Epizoda v den původního vysílání přilákala k obrazovkám celkem 7,46 milionů amerických diváků a získala 2,9/8 Nielsenova ratingu/podílu na trhu ve věkové skupině od osmnácti do čtyřiceti devíti let. Sledovanost epizody zaznamenala výrazný nárůst diváků oproti předchozí epizodě s názvem Finále, vysílané o týden dříve, kterou sledovalo 6,03 milionů amerických diváků.

## Děj epizody

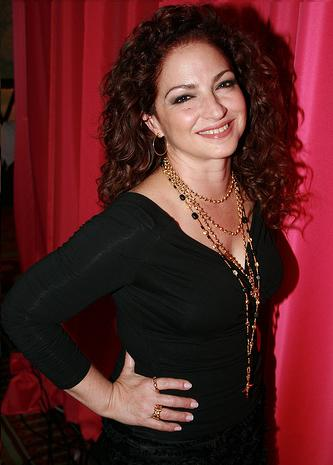
Zpěvačka Gloria Estefan (na obrázku) se v epizodě objevuje v roli Maribel Lopez, matky Santany Lopez (Naya Rivera)

Will (Matthew Morrison) dává členům New Directions poslední úkol: zpívat písně, aby se rozloučili spolu navzájem. On začíná s písní "Forever Young". Maturanti zpívají jako skupina píseň "You Get What You Give" a řeknou zbylým členům, kteří ještě nematurují, že sbor je nyní jejich. Oni jim na oplátku i s Willem zazpívají píseň "In My Life", aby vyjádřili svou vděčnost k maturantům.
Kurt (Chris Colfer) se zamýšlí nad tím, jak jeho zkušenost na McKinleyově střední umožnila ostatním studentům být otevřeně homosexuální. Jeho otec Burt (Mike O'Malley) se s ním setkává ve školním sále a připomíná mu vývoj jejich vztahu. Tina (Jenna Ushkowitz) a Brittany (Heather Morris) se k němu poté připojí na jevišti, aby mohli zařídit zlom, který slouží jako Kurtův dárek k maturitě: tanec na píseň "Single Ladies". Kurt a Blaine (Darren Criss) si slibují, že nadále zůstanou pár, i když bude každý na podzim studovat v jiném městě.
Mercedes (Amber Riley) je nabídnuta nahrávací smlouva jako doprovodná zpěvačka a bude se stěhovat do Los Angeles; Mike (Harry Shum mladší) získal stipendium na Joffrey Ballet v Chicagu. Obojí naštve Santanu (Naya Rivera), která sice získala roztleskávačské stipendium z Univerzity v Louisville, ale chce být umělkyní, jako oni. Brittany oznámí, že nebude maturovat a Santana řekne své matce Maribel (Gloria Estefan), že zůstane v Limě. Maribel později dává Santaně peníze, které jí šetřila na vysokou školu a řekne jí, že jí věří, aby následovala své sny.
Quinn (Dianna Agron) pomáhá Puckovi (Mark Salling) s učením se na test, který musí udělat, aby odmaturoval. Řekne mu, že po všem, čím si společně prošli, jsou svázáni po celý život a políbí ho. Povzbuzený Puck úspěšně skládá svou zkoušku. Quinn později vrací svou rozleskávačskou uniformu Sue (Jane Lynch) a ty dvě se v slzách rozloučí.
Will řekne Finnovi (Cory Monteith), že do Finnovy skříňky dal tajně marihuanu, aby ho mohl vydírat a připojil se ke sboru, o čemž si Finn myslí, že je Will "ještě více cool" než myslel. Finn je znepokojen, že není schopen vykoupit čestné propuštění z armády pro svého zesnulého otce a zeptá se své matky (Romy Rosemont), jestli by na něj byl jeho otec pyšný, kdyby se stal hercem.
Po maturitní oslavě se Finn, Kurt a Rachel (Lea Michele) shromáždí, aby otevřeli své dopisy o přijetí na vysokou školu—Finn do Actors Studia a Kurt a Rachel pro NYADU. Finn a Kurt jsou odmítnuti, zatímco Rachel je přijata; ona se rozhodne odložit svůj vstup na vysokou školu o rok, aby pomohla oběma se znovu přijetím, aby mohli jít do New Yorku všichni tři pohromadě. Nasedá do Finnova auta, aby jeli na svou svatbu, což znamená, že se vzdala svých snů, ale místo toho, aby ji vezl na svatbu, tak jí Finn veze na vlakové nádraží. Řekne jí, že jí miluje až příliš, než aby si ji vzal a ona se musela vzdát svých snů a také ji prozradí, že se přidá k armádě. Will a celý sbor se s nimi setkává na vlakovém nástupišti, aby se rozloučili a plačící Rachel zpívá "Roots Before Branches", když vlakem sama odjíždí do New Yorku.

## Seznam písní
- "Sit Down, You're Rockin' the Boat"
- "Forever Young"
- "Single Ladies (Put a Ring on It)"
- "I'll Remember"
- "You Get What You Give"
- "In My Life"
- "Glory Days"
- "Roots Before Branches"

## Hrají
| Dianna Agron      | Quinn Fabray          |
| Chris Colfer      | Kurt Hummel           |
| Darren Criss      | Blaine Anderson       |
| Jane Lynch        | Sue Sylvester         |
| Jayma Mays        | Emma Pillsburry       |
| Kevin McHale      | Artie Abrams          |
| Lea Michele       | Rachel Berry          |
| Cory Monteith     | Finn Hudson           |
| Heather Morris    | Brittany Pierce       |
| Matthew Morrison  | William Schuester     |
| Amber Riley       | Mercedes Jones        |
| Naya Rivera       | Santana Lopez         |
| Mark Salling      | Noah „Puck“ Puckerman |
| Harry Shum mladší | Mike Chang            |
| Jenna Ushkowitz   | Tina Cohen-Chang      |